# Axel Edelstam (jurist)
Axel Edelstam, född 16 augusti 1873 i Stockholm, död där 26 mars 1943, var en svensk jurist.

## Biografi
Edelstam avlade mogenhetsexamen i Stockholm 1892 och blev samma år student vid Uppsala universitet, där han avlade juridisk preliminärexamen 1893, juris utriusque kandidatexamen 1899 och därefter blev extraordinarie notarie i Svea hovrätt samma år. Edelstam var tillförordnad domhavande i Mellansysslets domsaga 1900–1902 och tillförordnad fiskal i Svea hovrätt 1904, samt adjungerad ledamot i hovrätten 1906 innan han 1908 blev fiskal. 1909 blev han tillförordnad revisionssekreterare, 1910 hovrättsråd och samma år ledamot av styrelsen för Sveriges allmänna konstförening, där han 1901–1913 var vice ordförande och 1913–1943 ordförande.
Edelstam blev förordnad revisionssekreterare 1911, konstituerad revisionssekreterare samma år och 1914 ordinarie revisionssekreterare. Han var ledamot av Stockholms stads brandförsäkringskontor 1912–1916 och av dess överstyrelse från 1917. 1916 utsågs han till justitieråd. Edelstam var även ledamot av överstyrelsen för Stockholms stads brandstodsbolag från 1923 och från 1913 medarbetare i, 1926–1934 medutgivare och från 1935 ansvarig utgivare av Nytt juridiskt arkiv. Han var 1939 vice preses och 1930–1943 preses i Konstakademien. 

## Utmärkelser
- Kommendör med stora korset av Nordstjärneorden, 6 juni 1926.[3]
- Kommendör av första klassen av Nordstjärneorden, 6 juni 1919.[4]
- Riddare av Nordstjärneorden, 1915.
- Hedersledamot av franska konstakademin, 1927.
- Illis Quorum i 12:e storleken i guld, 1935.

## Familj
Edelstam var son till regementsskrivaren Carl Fabian Edelstam av adelsätten Edelstam och statsfrun Anna Edelstam, född Hierta, samt sonson till lagmannen Fabian Edelstam och dotterson till Carl Gustaf Hierta. 
Edelstam gifte sig 1922 med Ruth Moll (1886–1969), dotter till bankofullmäktigen och riksbankschefen Victor Moll och Louise Catharina Klingström. 
Axel och Ruth Edelstam hade tillsammans barnen Anna och Carl Edelstam. Makarna Edelstam är begravda på Norra begravningsplatsen utanför Stockholm.